# 阿克马提别克
阿克馬提別克是吉爾吉斯斯坦楚河州楚河區下轄的一個村。根據2009年吉爾吉斯共和國人口普查，全村人口為195人。